# Baradust (Iran)
Baradust (o Sumay Baradust) és una comarca kurda de l'Iran entre Targavar i Kotur, amb Cehrik Kala com a capital. Està situada al nord-oest de la ciutat d'Orumiyeh.
Només és famosa perquè hi va estar detingut el Bab (Sayyid Ali Muhammad) abans de ser portat a Tabriz per ser executat.
Al segle xx la tribu més potent era el Balaki amb centre a Rayat abans possessió de l'emir de Sohran a la mort del qual s'havien fet independents situació que va subsistir fins passada la meitat del segle xx; l'amir el 1956 era Aziz Beg.